# Noc z Renatą
Noc z Renatą lub Za tę noc z Renatą – piosenka Renaty Zarębskiej, wydana w 1990 roku.

## Opis
Utwór ten, który jest uznawany za jeden z największych przebojów Renaty Zarębskiej, został po raz pierwszy wykonany w 1990 roku na 27. Krajowym Festiwalu Piosenki w Opolu, na którym został nagrodzony Nagrodą im. Karola Musioła oraz nagrodą w konkursie piosenki kabaretowej.
Utwór ukazał się również na płytach takich jak m.in.: Noc z Renatą. Piosenki Andrzeja Rutkowskiego (1998), Agnieszka Osiecka – Złote przeboje. Platynowa kolekcja (2004) oraz w 1990 roku na pocztówce dźwiękowej wraz z utworem zespołu Art Cafe pt. Maybe You.

## Pozycje na listach przebojów
| Kraj   | Notowanie                        | Pozycja |
| ------ | -------------------------------- | ------- |
| Polska | Radiowa Piosenka Roku Programu I | 9       |
| Polska | Panorama                         | 3       |

## Nagrody
- 1990: Nagroda im. Karola Musioła na 27. Krajowym Festiwalu Piosenki Polskiej w Opolu
- 1990: Nagroda w konkursie piosenki kabaretowej na 27. Krajowym Festiwalu Piosenki Polskiej w Opolu

## Inne wykonania
- Love System – nagrał własną wersję w 1990 roku.
- Bestia – nagrała własną wersję w 1993 roku.
- Magda Niewińska – nagrała własną wersję w 2016 roku.
- Adet – nagrał własną wersję.